# プリヤ・カーン
プリヤ・カーン (Preah Khan) は、カンボジアの古都アンコールにある、仏教とヒンドゥー教の習合寺院である。
名は「聖なる剣」を意味し、かつて境内で発見された剣に由来する。アンコール・トムの北東に位置する。

## 歴史
この地はかつてヤショヴァルマン2世の王宮が建てられており、寺院を建立したジャヤーヴァルマン7世は、王宮を支配していたチャンパ王国のジャヤ・インドラヴァルマン4世をここで戦って討ち、その跡に自らの父を模して彫らせた観世音菩薩像を1191年に安置した。
かつて寺院には千人以上の僧侶が住み、それを支える荘園が与えられ、そこには97,840人が暮らしていたという。
ヒンドゥー教の神々や土地の聖霊らも境内に祀られていたが、後にヒンドゥー教を信じるジャヤーヴァルマン8世により仏像は破壊された。今はカンボジアの国教である仏教の僧侶らが境内で祈祷を行っている。
溶樹の繁殖や彫像の盗難による損壊が大きく、今も修復が行われているが、カンボジアの安定に伴い多くの観光客が訪れている。
名の由来となった聖なる剣は、プノンペンの国立博物館に収められている。

## 伽藍
位置はアンコール・トムの北大門から1.5kmほど道を北東に進んだ右手に在る。寺院はラテライトと砂岩で築かれており、境内は平面で環濠に囲まれ、東西800m南北700mの広さを持つ。
環濠を渡る橋は他の多くのアンコール遺跡と同じく、乳海攪拌の様子を彫った欄干で飾られており、大蛇とそれを引く神々と阿修羅が見られる。
本殿は三重の周壁に囲まれており、東西南北からの参道を持つが、南北の参道は崩壊し通行できない。かつて周壁はそれぞれ塔門を備えていたというが、これも崩れ落ちている。周壁の門は本殿に近づく程に間口と高さを狭め、遠近法により寺院を広く見せている。
参拝は東の参道から行われており、その途路では壁面に刻まれた仏の観世音菩薩やヒンドゥー教のリンガが見られる。参道を抜け中庭に出ると、大蛇の欄干で縁取られたテラスが在る。また中庭の南側にはアンコール遺跡において珍しい、円柱を持つ二階建ての経蔵が残っている。

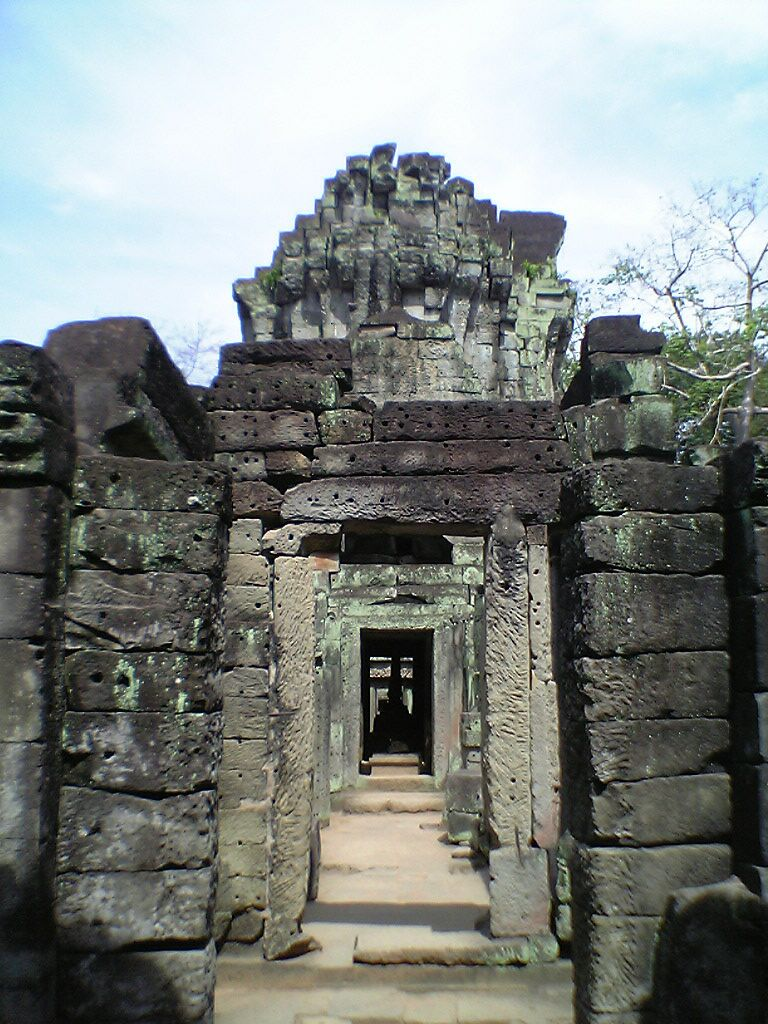
東からの参道
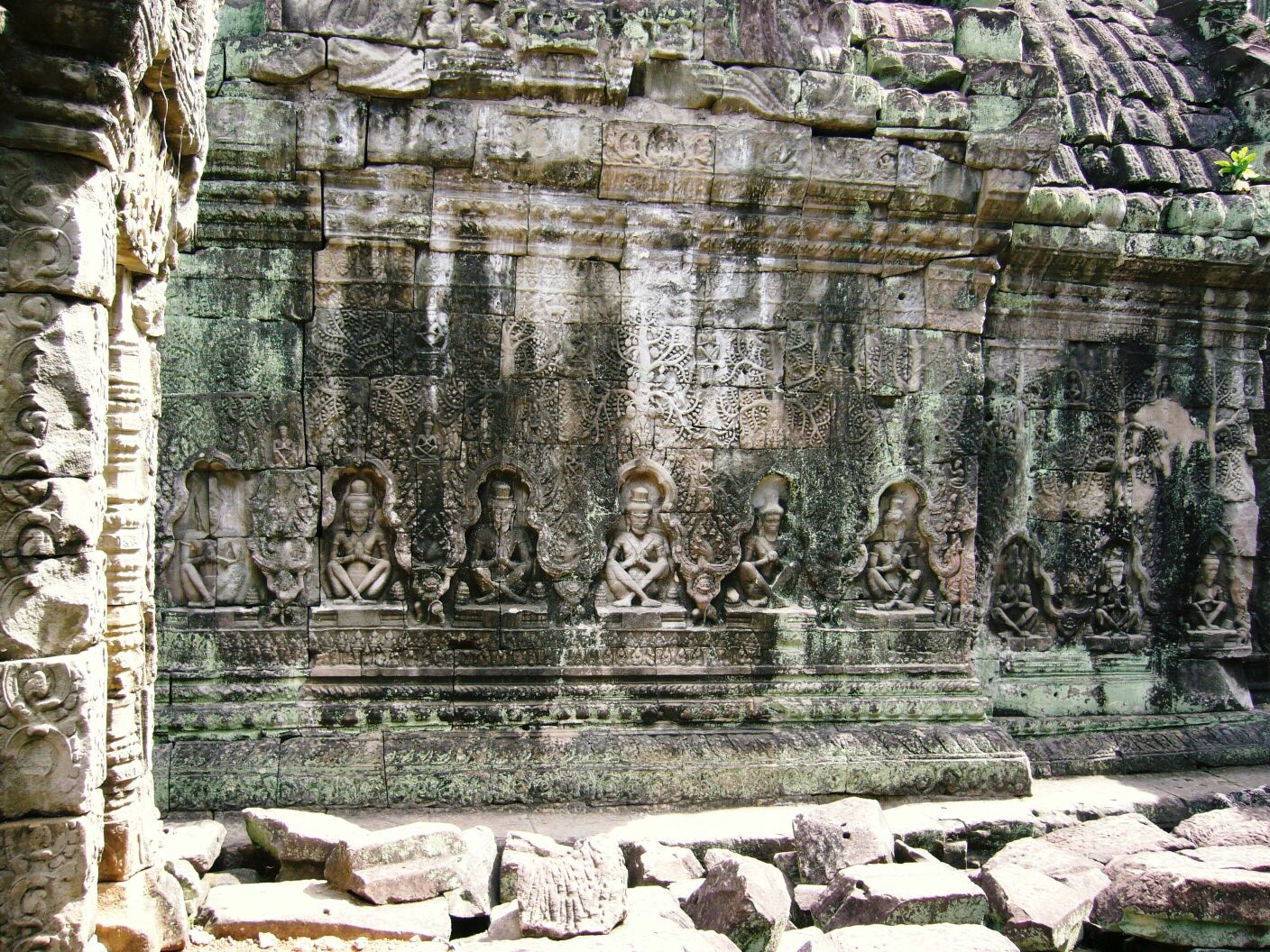
壁面に彫られた観世音菩薩
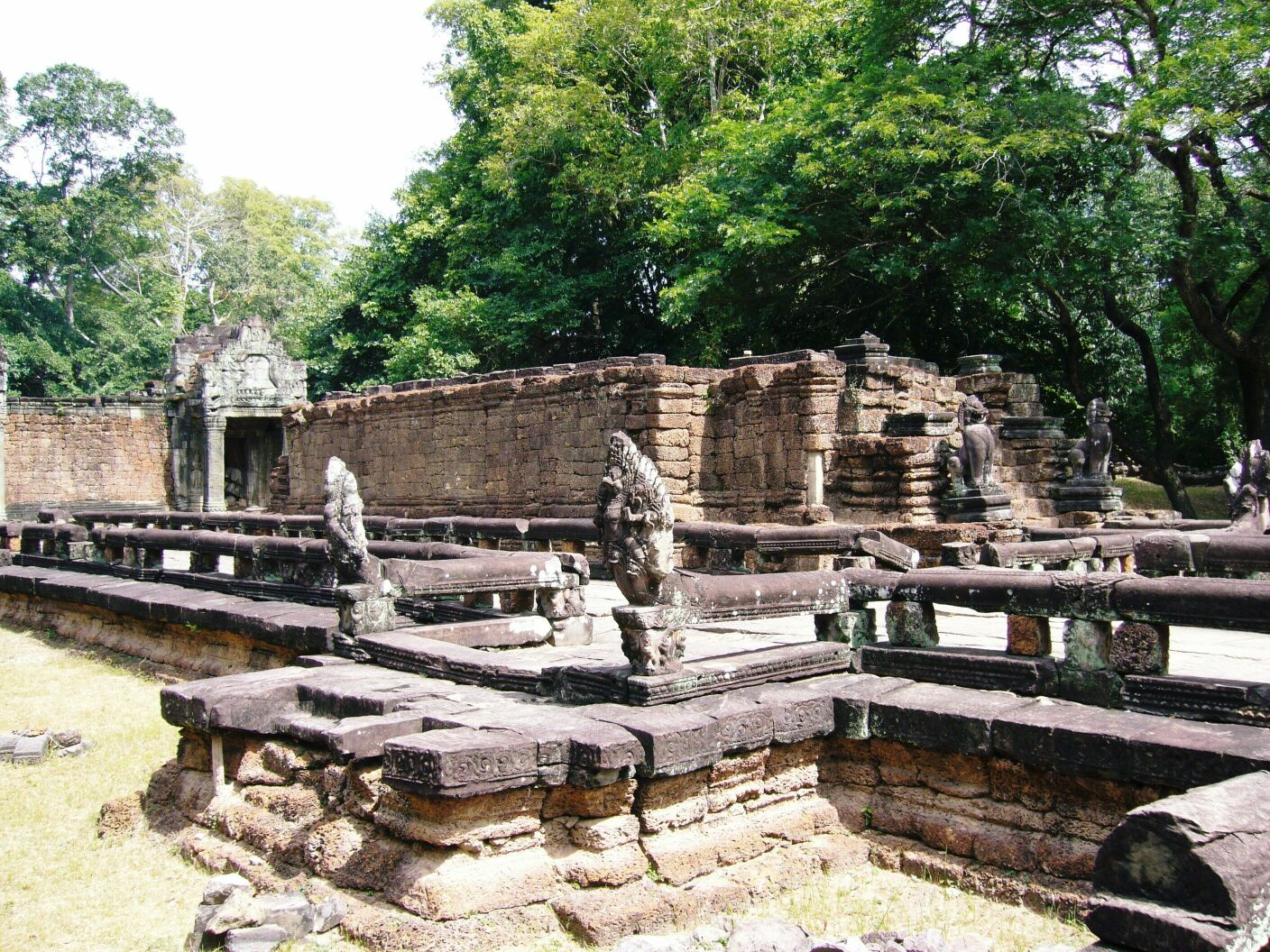
中庭
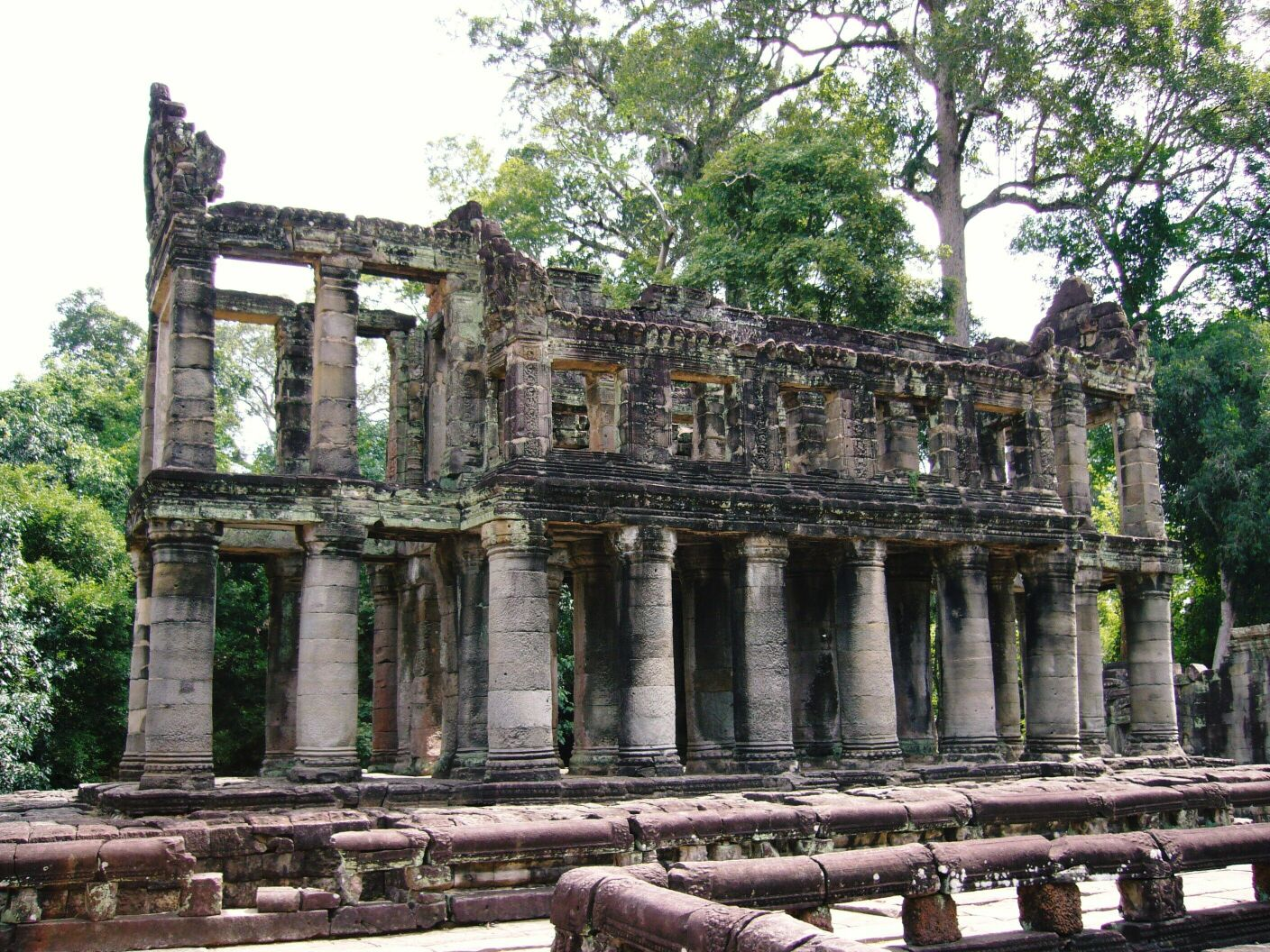
円柱の経蔵
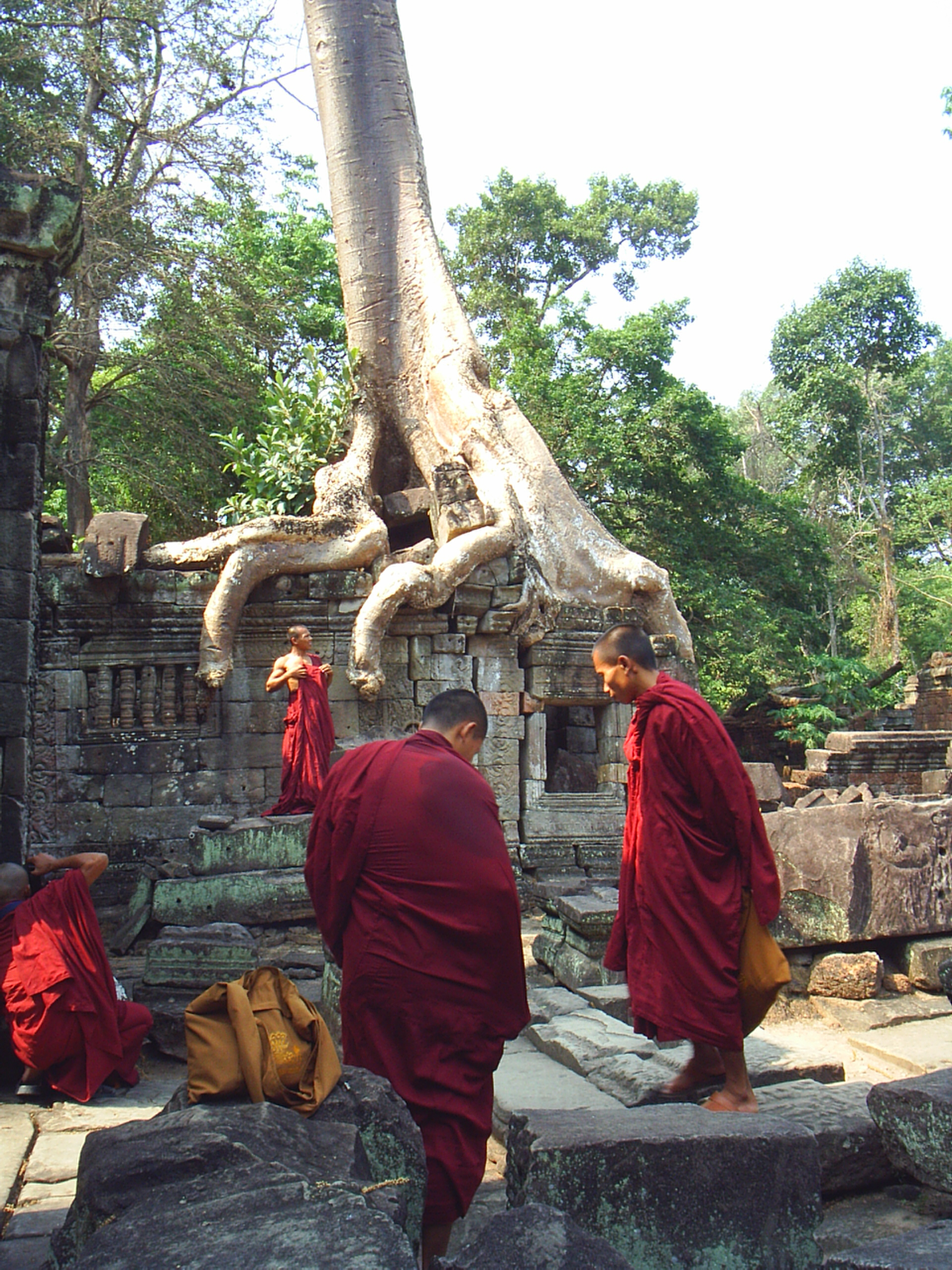
プリヤカーンの僧侶と溶樹